# Trasporti sull'isola di Capri

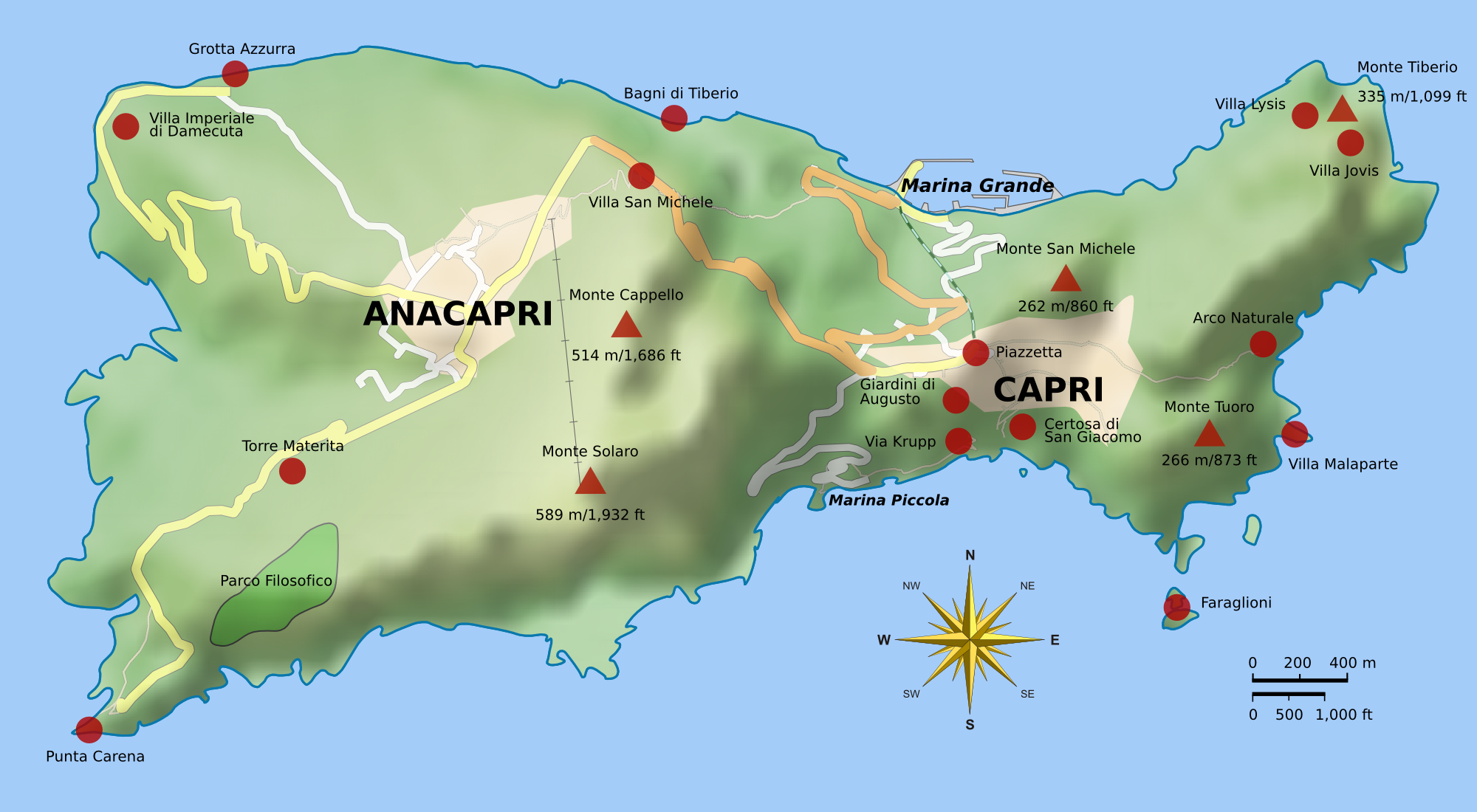
Una cartina raffigurante l'isola di Capri

Il sistema di trasporti pubblici dell'isola di Capri si compone di una funicolare che collega il porto al centro cittadino, di cinque linee d'autobus che collegano i comuni di Capri e Anacapri con alcune fermate intermedie, di un porto, di un eliporto e di una seggiovia che collega la piazza Vittoria, sita ad Anacapri, al monte Solaro. Inoltre è disponibile anche una rete di taxi che copre tutte le aree raggiungibili tramite la strada carrozzabile.

## Trasporto a fune

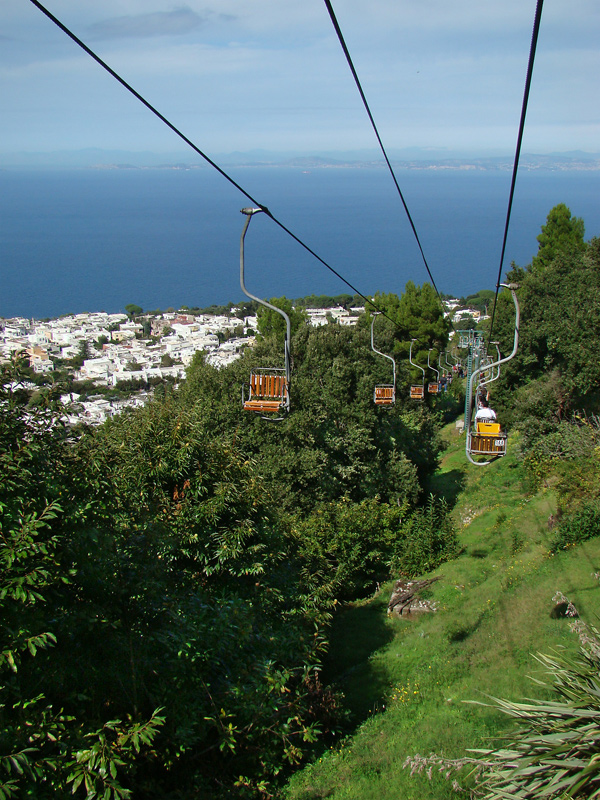
La seggiovia Anacapri-Monte Solaro

### Funicolare
Impianto di trasporto pubblico dell'isola di Capri, collega la zona di Marina Grande al centro dell'isola.

### Seggiovia
La seggiovia di Monte Solaro è un impianto di Anacapri che collega il centro storico del comune (situato a 286 metri a livello del mare) con il monte Solaro, la cui vetta è posta a 589 metri s.l.m.
La prima stazione è situata in via Caposcuro, una strada non molto distante dalla centrale piazza Vittoria; l'altra, invece, è sita sulla sommità del monte Solaro. Una volta giunti sulla vetta è possibile raggiungere la valle di Cetrella con l'omonima chiesa (chiesa dell'eremo di Santa Maria a Cetrella) con una passeggiata di circa un quarto d'ora.
La seggiovia dispone di 156 sedie monoposto per un percorso complessivo di circa 13 minuti ed è attualmente gestita dalla Sacmif Engineering.

## Trasporto stradale

### Autobus

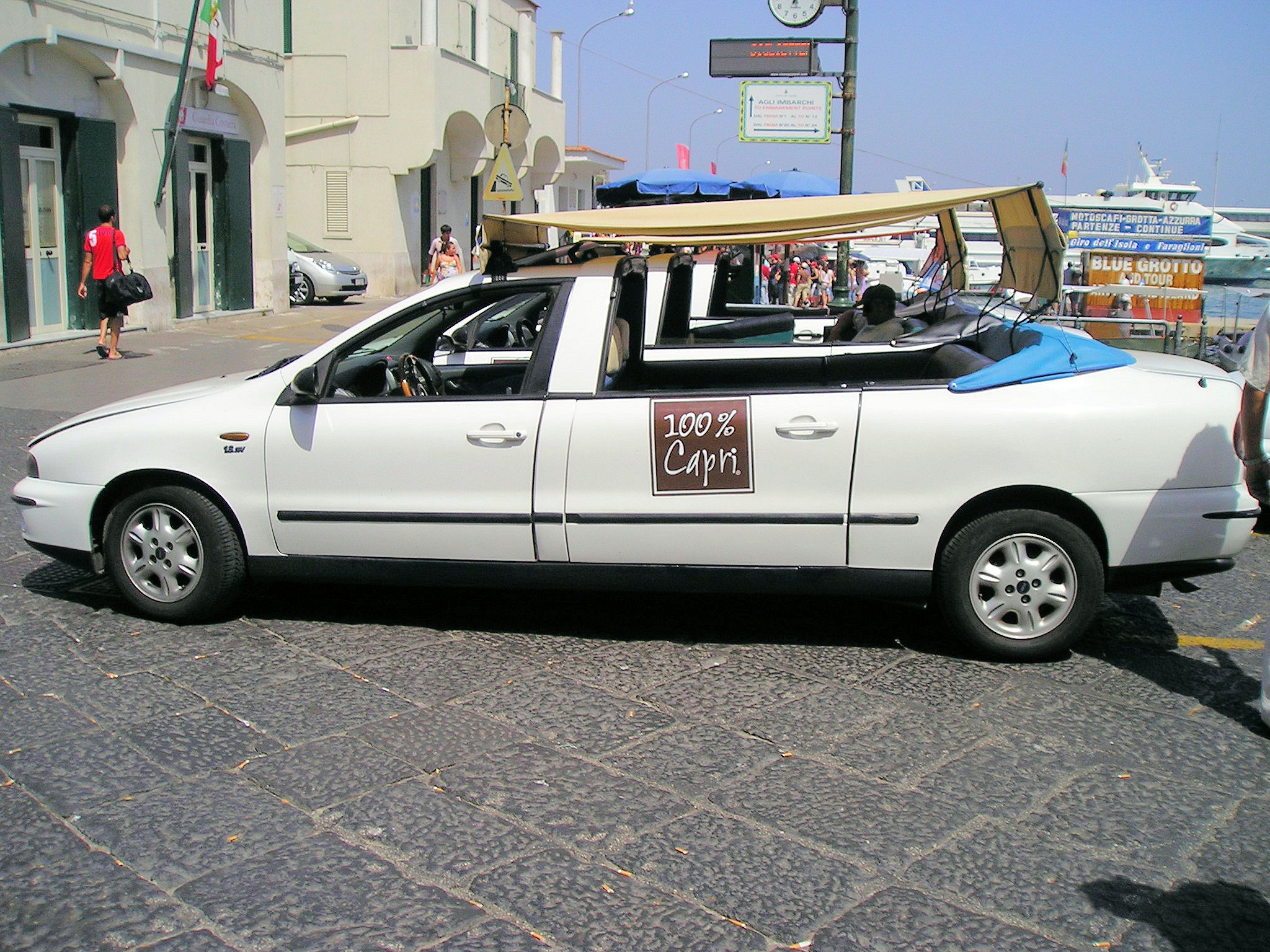
Tipico taxi caprese

La rete degli autobus di Capri copre parte dell'isola di Capri con un totale di cinque linee urbane. Gli autobus conducono, con orari spesso soggetti a variazioni, al centro di Capri (piazza Umberto I), a Marina Grande, Marina Piccola, al centro di Anacapri (piazza Vittoria), alla grotta Azzurra e al faro di Punta Carena, con alcune fermate intermedie.
Di seguito un elenco delle linee d'autobus capresi:
- Capri - Marina Grande
- Capri - Marina Piccola
- Capri - Anacapri
- Anacapri - Faro
- Anacapri - Grotta Azzurra

### Taxi
La rete dei trasporti capresi comprende anche dei taxi, che sostano principalmente nel porto e nelle zone di maggiore afflusso turistico.
La tariffa è stabilita a tassametro; i mezzi sono principalmente versioni modificate di Fiat Marea e Nissan Serena, cabriolet a 7 posti.

## Porti

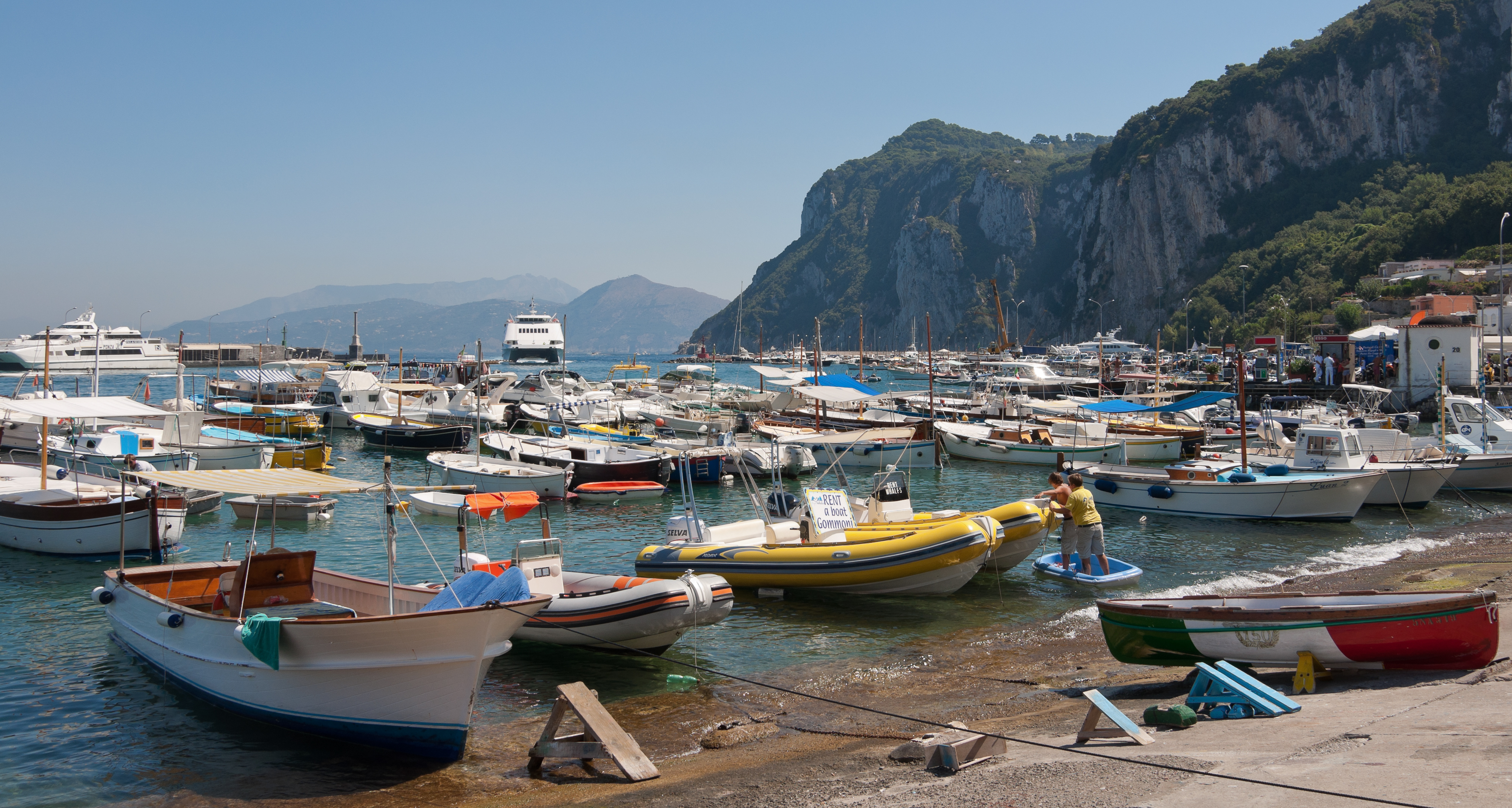
Scorcio del porto

Capri dispone anche di uno scalo marittimo, situato nella parte settentrionale della stessa, nella frazione di Marina Grande. Essendo un'isola, il porto riveste una grande importanza per i trasporti pubblici di Capri poiché la collega con altre località della Campania, quali Napoli, Sorrento, Castellammare di Stabia, Positano, Amalfi, Salerno e Ischia.
Per il resto il porto si divide in due parti: da un lato c'è la zona riservata allo scalo passeggeri ed alle imbarcazioni commerciali; l'altra, invece, è destinata alle navi turistiche ed ai pescherecci.

## Aeroporti
Per ovvie ragioni, sull'isola non sono presenti aeroporti. Lo scalo aereo più vicino è l'aeroporto di Napoli-Capodichino.